# Río Purén

Diagrama unifilar de la cuenca del río Imperial.

El río Purén es un curso natural de agua que nace en la cordillera de la Costa en la Región de La Araucanía y fluye en dirección general sureste para formar el río Lumaco.

## Trayecto
El río Purén nace en las laderas orientales de la cordillera de Nahuelbuta y se dirige al sur hasta la ciudad de Purén que bordea por el norte. Allí gira hacia el este en dirección a Los Sauces, pero antes de alcanzarla gira hacia el sur. Al recibir las aguas del estero Curanilahue, en una gran ciénaga, da origen al río Lumaco.: 454 

## Caudal y régimen
La subcuenca del río Cholchol, que comprende su hoya hidrográfica con sus principales afluentes: río Purén, río Lumaco, río Traiguén, río Quino y río Quillén, tiene un notorio régimen pluvial, con importantes caudales en los meses de invierno. En años lluviosos los mayores caudales ocurren entre junio y agosto, producto de importantes lluvias invernales. En años normales y secos los mayores caudales también se deben a aportes pluviales, presentándose entre junio y septiembre. El período de menores caudales se observa en el trimestre enero-marzo.: 62 

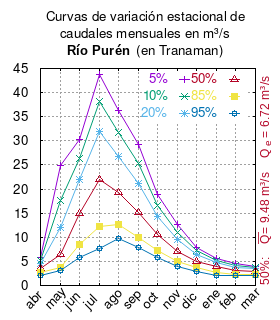
Curvas de variación estacional del río Purén en Tranaman.

El caudal del río (en un lugar fijo) varía en el tiempo, por lo que existen varias formas de representarlo. Una de ellas son las curvas de variación estacional que, tras largos periodos de mediciones, predicen estadísticamente el caudal mínimo que lleva el río con una probabilidad dada, llamada probabilidad de excedencia. La curva de color rojo ocre (con {\displaystyle {\color {Red}\vartriangle }}) muestra los caudales mensuales con probabilidad de excedencia de un 50 %. Esto quiere decir que ese mes se han medido igual cantidad de caudales mayores que caudales menores a esa cantidad. Eso es la mediana (estadística), que se denota Qe, de la serie de caudales de ese mes. La media (estadística) es el promedio matemático de los caudales de ese mes y se denota {\displaystyle {\overline {Q}}}.
Una vez calculados para cada mes, ambos valores son calculados para todo el año y pueden ser leídos en la columna vertical al lado derecho del diagrama. El significado de la probabilidad de excedencia del 5 % es que, estadísticamente, el caudal es mayor solo una vez cada 20 años, el de 10 % una vez cada 10 años, el de 20 % una vez cada 5 años, el de 85 % quince veces cada 16 años y la de 95 % diecisiete veces cada 18 años. Dicho de otra forma, el 5 % es el caudal de años extremadamente lluviosos, el 95 % es el caudal de años extremadamente secos. De la estación de las crecidas puede deducirse si el caudal depende de las lluvias (mayo-julio) o del derretimiento de las nieves (septiembre-enero).

## Historia
Francisco Solano Asta-Buruaga y Cienfuegos escribió en 1899 en su obra póstuma Diccionario Geográfico de la República de Chile sobre el río:
Purén (Río de).-—Curso de agua importante de los departamentos de Angol, Traiguén é Imperial. Nace en la parte alta de la pendiente oriental de la cordillera de Nahuelvuta por donde se halla opuesta al O. la laguna de Lanalhue. Baja hacia el E. por la falda montuosa de ese lado de la dicha cadena de alturas hasta caer en el valle llamado asimismo de Purén, pasando inmediato al N. del pueblo de este título y dejando próximo á él en la banda izquierda el asiento ó ruinas del primitivo fuerte de Purén; y en seguida continúa en la misma dirección con lijeros recodos hasta recibir de la parte del norte el riachuelo de Guadaba. Desde este punto ó su inmediación tuerce al S. por en medio del indicado valle, se remansa considerablemente y forma hasta cerca del fuerte de Lumaco lapachares y lagunillas más ó menos hondas y grandes entrecortadas por isletas cubiertas de verdura, constituyendo en este espacio lo que se conoce con la denominación de ciénajas de Vutanlevu ó pantanos de Lumaco. De estos prosigue el río siempre al sur y va á confluir con el Cautín, junto á la ciudad de Nueva Imperial al cabo de unos 90 kilómetros de curso, con más tortuosidades hacia este extremo. Es navegable por embarcaciones pequeñas en los dos últimos tercios ó poco menos de su longitud, y durante esta recibe desde su origen afluentes de diverso caudal, siendo de los máis notables en su margen oriental ó derecha, los riachuelos de Voyeco, Carahue, Guadava, Pilihue, Guindos, Ranquilco, Renico, el Colpi, el Quillén, el Renaco, &c.; y los de su izquierda son el Panqueco, Nahuelco, Ipinco, Pichilumaco, Rupaco, Repucura, &c. Se le dan generalmente durante la extensión de la medianía de su curso las denominaciones de Vutanlevu, Lumaco y Callilevu, y el nombre especial de río Cholchol desde la confluencia del Colpi hasta su fin.